# Anwendungssoftware

Ein Textverarbeitungsprogramm als Beispiel für Anwendungssoftware

Als Anwendungssoftware, auch Anwendungsprogramm, Anwendung oder Applikation, werden Computerprogramme bezeichnet, die Anwender, wie Unternehmen, Verwaltungen, Behörden, Institutionen, Vereine und sonstige Organisationen, aber auch Einzelpersonen für geschäftliche, dienstliche, sonstige organisationsbezogene oder private Zwecke einsetzen, um eine nützliche oder gewünschte nicht systemtechnische Funktionalität zu bearbeiten oder zu unterstützen. Sie dienen der „Lösung von Benutzerproblemen“.

## Grundlegendes

### Begriffsbestimmungen:ApplikationundApp
Aus dem englischen Begriff application hat sich in der Alltagssprache auch die Bezeichnung Applikation, kurz App ([ɛp]), etabliert. Im deutschen Sprachraum wurde die Abkürzung App seit dem Erscheinen des iOS App Store (2008) fast ausschließlich mit Mobile App gleichgesetzt, also Anwendungssoftware für Mobilgeräte wie Smartphones und Tabletcomputer. Inzwischen bezeichnen Microsoft und Apple Desktop-Anwendungssoftware ebenfalls als Apps (Windows-App, Mac App Store). Dennoch wird in der Umgangssprache unter einer App meist eine Anwendung für Mobiltelefone oder für Tablets verstanden.

### Abgrenzung zu systemnaher Software
Anwendungssoftware steht (nach ISO/IEC 2382) im Gegensatz zu Systemsoftware und Dienstprogrammen. Dazu „zählen die Programme, die für den korrekten Ablauf einer Rechenanlage erforderlich sind, sowie alle Programme, die die Programmerstellung unterstützen, z. B. Übersetzer und Testwerkzeuge und allgemeine Dienstleistungen bereitstellen [… Formatierung, Dateiverwaltung, Datentransfer …]“, die aber keinen Endbenutzer-bezogenen ‚Nutzen‘ bringen. Beispiele sind das Betriebssystem, Compiler für verschiedene Programmiersprachen oder Datenbanksysteme.
Anwendungssoftware kann sowohl lokal auf einem Desktop-Computer (Desktop-Anwendung) bzw. auf einem Mobilgerät installiert sein oder auf einem Server laufen, auf den vom Desktop-Computer bzw. Mobilgerät zugegriffen wird (Client-Server- bzw. Webanwendung). Sie kann, abhängig von der technischen Implementierung, im Modus Stapelverarbeitung oder im Dialogmodus (mit direkter Benutzer-Interaktion) ausgeführt werden. Diese beiden Unterscheidungen gelten aber für alle Computerprogramme, grundsätzlich auch für Systemsoftware.

## Anwendungsbereiche für Applikationssoftware

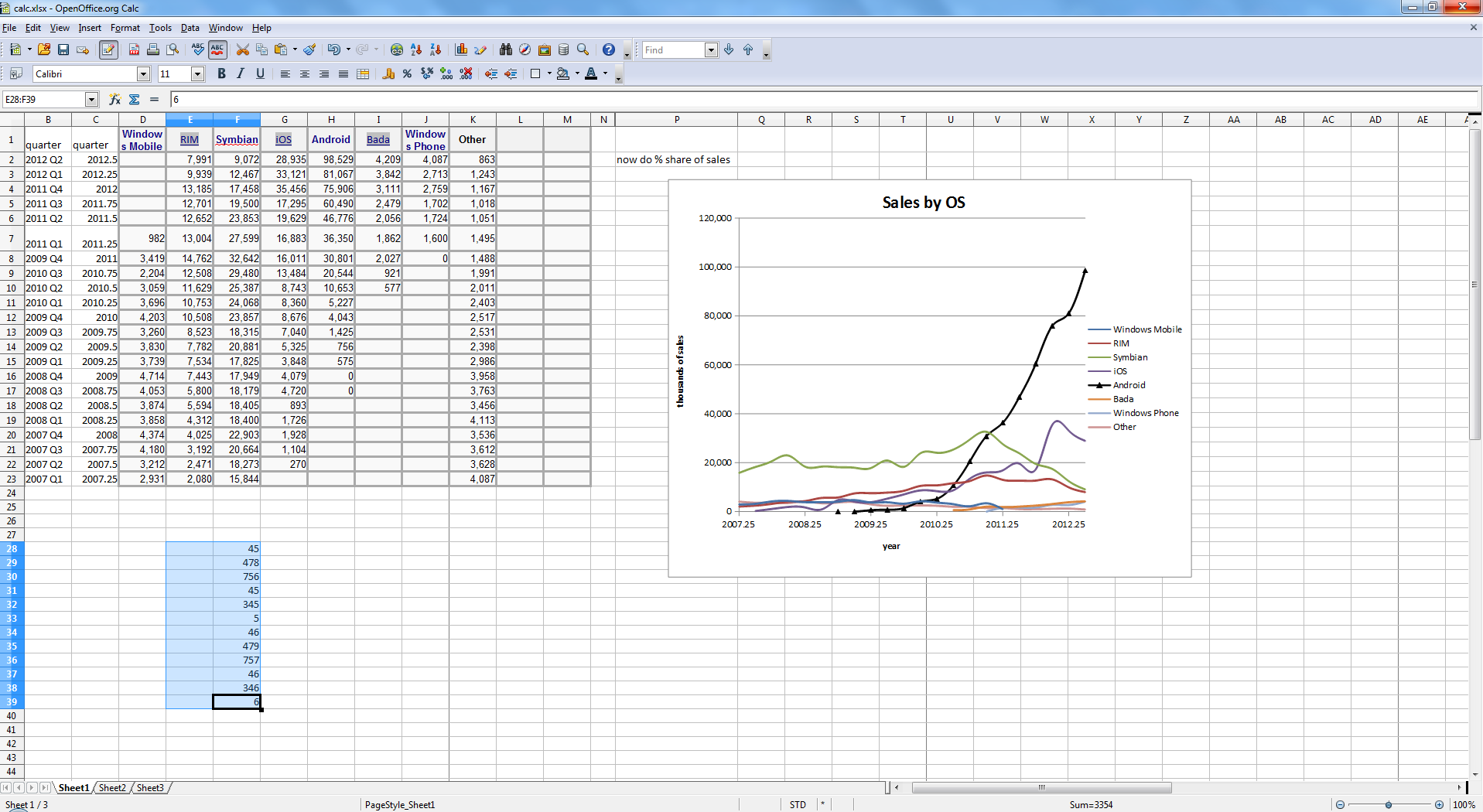
Eine Tabellenkalkulation als weiteres Beispiel

Beispiele für Anwendungsgebiete sind: Bildbearbeitung, Videobearbeitung, E-Mail-Programme, Webbrowser, Textverarbeitung, Tabellenkalkulation oder Computerspiele.

### In Unternehmen
Anwendungssoftware wird in erheblichem Umfang zur Unterstützung der Verwaltung in Behörden und Unternehmen eingesetzt. Anwendungssoftware ist zum Teil Standardsoftware, zu großen Teilen werden auf den jeweiligen Anwendungsfall zugeschnittene Branchenlösungen als Individualsoftware eingesetzt. Im Bereich der strategischen und wirtschaftlichen Anwendungssoftware innerhalb eines Unternehmens (wie Enterprise-Resource-Planning-Systeme, kurz ERP-Systeme, oder Portal-Software) spricht man auch von Business-Anwendungen, Business Software oder Unternehmenssoftware.

### Auf Personal Computern
Auch im privaten Bereich wird Anwendungssoftware wie Office-Pakete genutzt. Mit zunehmender Verbreitung von Telearbeit werden auch berufliche Tätigkeiten via Webbrowser, Cloud-Anwendungen oder Anwendungssoftware mit Internet-Anschluss auf Personal Computern in Privathaushalten oder Co-Working-Spaces durchgeführt.

### Auf Mobilgeräten
Mobile Apps können über einen in das mobile Betriebssystem integrierten App Store bezogen und direkt auf dem Gerät installiert werden. Mobile Web-Apps werden über den Webbrowser des Mobilgeräts abgerufen und müssen nicht installiert werden.

### In Webbrowsern
Eine besondere Form von Anwendungssoftware sind Webanwendungen. Auf diese wird vom Arbeitsplatzrechner oder Mobilgerät über einen Webbrowser zugegriffen und sie laufen im Browser ab. Webanwendungen erfordern im Gegensatz zu Desktop-Anwendungen kein spezielles Betriebssystem, teilweise jedoch spezielle Laufzeitumgebungen.